# Этик
Э́тик (арм. Հետիկ) — специальная армянская обувь для свободного передвижения по снегу и льду.
Представляет собой деревянные приспособления круглой или овальной формы с колёсиками или без, которые привязывали к ногам верёвкой или кожаными шнурками.
Об этиках упоминал ещё древнегреческий историк и географ Страбон.